# サワークリームドーナツ
サワークリームドーナツ（英: Sour Cream Doughnuts）は、生地にサワークリームを混ぜて作るドーナツ。このタイプのドーナツはしばしば揚げた後にバニラ風味のコーティングをし、一般的には何かを挟んだりすることはない。
正確な発祥の年代や場所は分かっていないが、1894年にはマリオンで発行された『レディース・エイド・ソサエティーズ』にレシピが掲載されている。

## 種類
伝統的なサワークリームドーナツは、コーティングにメープルシロップに砂糖とクルミのシュトロイゼルを使用する。チョコレートとオレンジでコーティングしたチョコレートサワークリームのバリエーションもある。伝統的なバニラでのコーティングの代わりに、粉砂糖もしくはシナモンを挽いたものに砂糖を混ぜたものも用いられる。